# Gmina Oplotnica
Oplotnica – gmina w Słowenii. W 2002 roku liczyła 3688 mieszkańców.

## Miejscowości
Miejscowości wchodzące w skład gminy Oplotnica:

- Božje
- Brezje pri Oplotnici
- Dobriška vas
- Dobrova pri Prihovi
- Čadram
- Gorica pri Oplotnici
- Koritno
- Kovaški Vrh
- Lačna Gora
- Malahorna
- Markečica
- Okoška Gora
- Oplotnica – siedziba gminy
- Pobrež
- Prihova
- Raskovec
- Straža pri Oplotnici
- Ugovec
- Zgornje Grušovje
- Zlogona Gora
- Zlogona vas